# Skytanthus hancorniifolius
Skytanthus hancorniifolius là một loài thực vật có hoa trong họ La bố ma. Loài này được (A.DC.) Miers miêu tả khoa học đầu tiên năm 1878.